# Eric Kripke

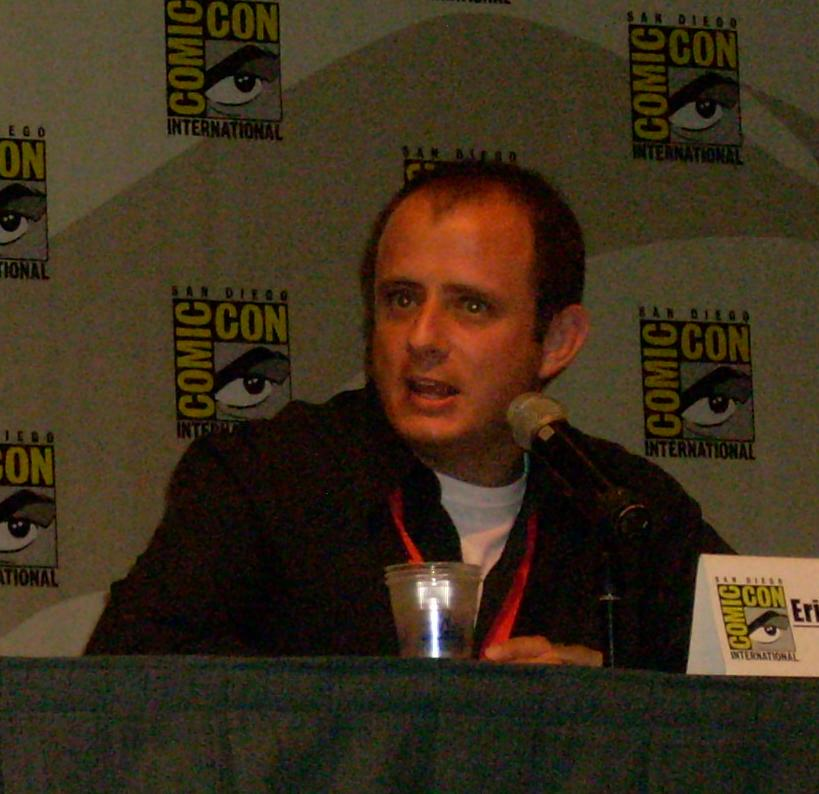
Eric Kripke la Comic Con, standul Supernatural (în 2009).

Eric Kripke (n. 24 aprilie 1974 în Toledo, Ohio) este un scriitor pentru televiziune, regizor și producător american. Este cunoscut pentru crearea seriei Supernatural.